# Igreja Batista Regular

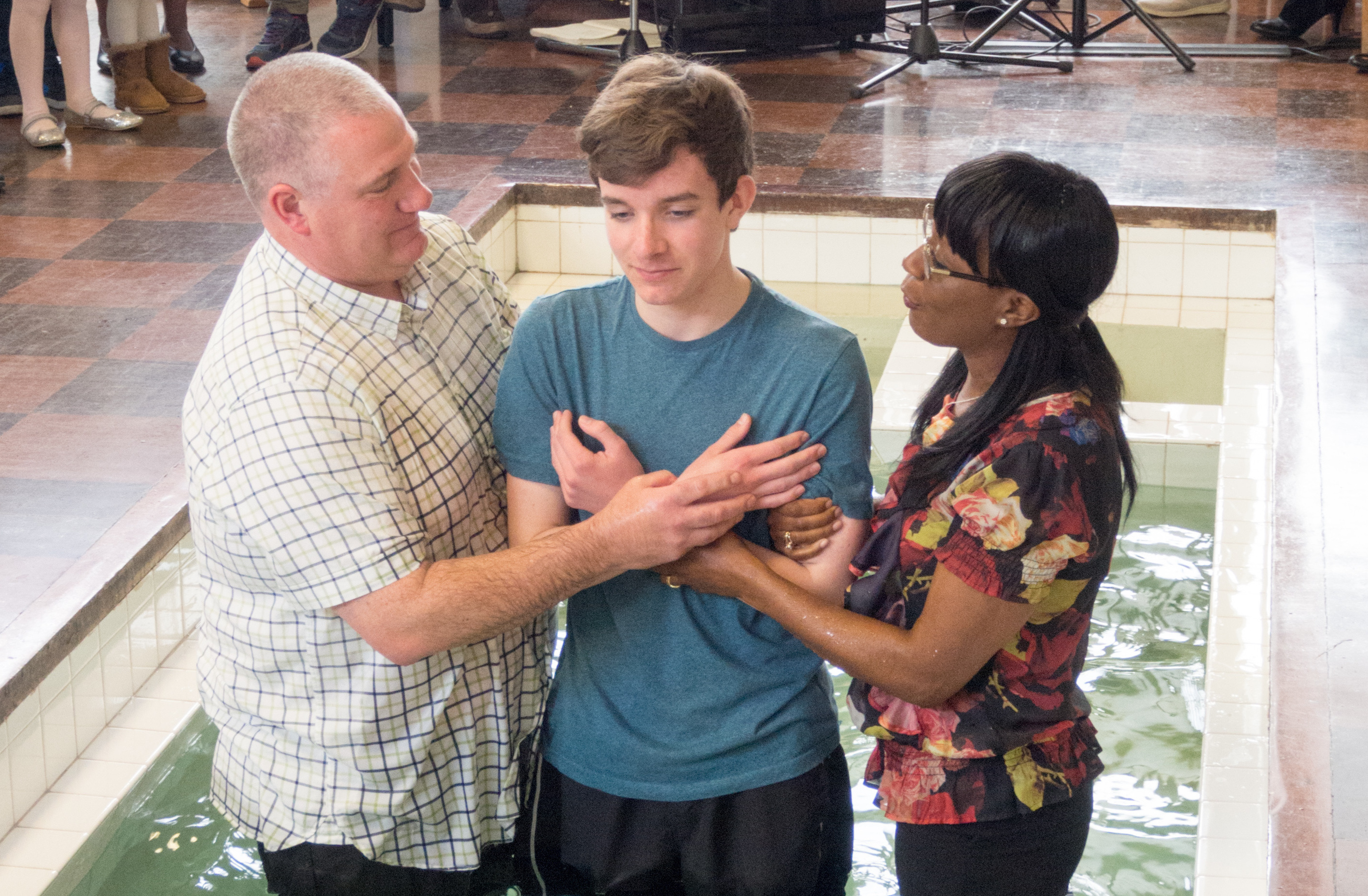
Batismo realizado conforme as crenças batistas, por imersão.

As igrejas batistas regulares são igrejas cristãs de orientação batista conservadora e fundamentalista.

## História

### Estados Unidos
Entre o final do século XIX e o início do século XX, a Convenção Trienal, a denominação batista de linha principal dos Estados Unidos, foi influenciada por indivíduos que estavam adotando as teorias de alta crítica dos teólogos alemães. Isso fez com que alguns se separassem da Convenção e formassem vários grupos conservadores e fundamentalistas. Durante isso, nasceu a Associação Geral de Igrejas Batistas Regulares.

A Associação Geral de Igrejas Batistas Regulares, organizada em 1932 por igrejas conservadoras e fundamentalistas que se retiraram da Convenção (hoje Igrejas Batistas Americanas), tem hoje mais de 1.200 igrejas associadas a ela.